# Abdulaziz Hassan
Abdulaziz Hassan (Catar; 27 de febrero de 1973) es un exfutbolista de Catar que jugaba en la posición de centrocampista.

## Carrera

### Club
Jugó toda su carrera con el Qatar SC de 1991 a 2006, con el que fue una vez campeón nacional y ganó tres copas nacionales.

### Selección nacional
Jugó para Qatar en 86 ocasiones de 1992 a 2004 y anotó 11 goles; participó en los Juegos Olímpicos de Barcelona 1992, en los Juegos Asiáticos de 1994 y en la Copa Asiática 2000.

## Logros
- Liga de fútbol de Catar: 1

2002/03
- Copa Príncipe de la Corona de Catar: 2

2002, 2004
- Copa del Jeque Jassem: 1

1995